# Генерал-губернатор Новой Зеландии
Генерал-губернатор Новой Зеландии (англ. Governor-General of New Zealand, маори Te Kāwana Tianara o Aotearoa) — государственная должность, занимаемая официальным представителем в Новой Зеландии новозеландского монарха.
Ни монарх, ни генерал-губернатор не принимают активной роли в управлении страной и принятии политических решений. Такая модель государственного управления носит название конституционная монархия и традиционна для некоторых государств Содружества.
С 1920-х годов премьер-министр Новой Зеландии обладает правом предлагать монарху кандидатуры на пост генерал-губернатора.
Генерал-губернатор обязан представлять нейтральное мнение, направленное на исполнение интересов всего народа страны, и независимое от тех или иных политических партий и мировоззрений. В то же время генерал-губернатор Новой Зеландии имеет право самостоятельно использовать всю власть, находящуюся в руках монарха Новой Зеландии. Будучи личным представителем новозеландского монарха, генерал-губернатор выполняет многие функции, возложенные на Корону, такие как созыв и роспуск парламента, предоставление Королевской санкции на акты парламента или воздержание от неё, осуществление государственных визитов, назначение и принятие верительных грамот послов. Эти функции выполняются по рекомендации премьер-министра.
С 2021 года генерал-губернатором Новой Зеландии является Синди Киро, она стала 22-м генерал-губернатором в истории страны.
Генерал-губернатор Новой Зеландии выполняет аналогичную функцию для ассоциированного с Новой Зеландией государства Ниуэ, но не для Островов Кука, в которых подобную функцию исполняет представитель короля англ. King’s Representative).

## Штандарт
Штандарт генерал-губернатора Новой Зеландии представляет собой тёмно-синий флаг с расположенным по центру щитом новозеландского герба, увенчанным королевской короной. Он имеет приоритет над всеми другими флагами, за исключением штандарта главы государства (королевы). Он может обозначать транспортное средство, в котором путешествует генерал-губернатор, или здание, в котором он присутствует или проживает. Однако при государственных визитах за границей генерал-губернатор обычно использует национальный флаг, который является более узнаваемым символом Новой Зеландии.

## Резиденция
Главная резиденция генерал-губернатора находится в столице страны, Веллингтоне, и является местом проведения многочисленных государственных и дипломатических встреч. Существующее здание резиденции было построено в 1910 году, и является третьим по времени домом правительства в Веллингтоне. В Окленде существует небольшая северная резиденции.
Управление домами осуществляется официальным секретарем генерал-губернатора.

## Официальный титул
Официальные титулы представителя царствующего монарха в Новой Зеландии после провозглашения её сначала доминионом (26 сентября 1907 года), а затем королевством (1 ноября 1983 года):
- с 26 сентября 1907 года по 27 ноября 1907 года — Губернатор и главнокомандующий в Колонии Новой Зеландии и её зависимых территориях (англ. Governor and Commander-in-Chief in and over the Colony of New Zealand and its Dependencies);
- с 27 ноября 1907 года по 28 июня 1917 года — Губернатор и главнокомандующий в Доминионе Новая Зеландия (англ. Governor and Commander-in-Chief in and over the Dominion of New Zealand);
- с 28 июня 1917 года по 1 ноября 1983 года — Генерал-губернатор и главнокомандующий в Доминионе Новая Зеландия (англ. Governor-general and Commander-in-Chief in and over the Dominion of New Zealand);
- с 1 ноября 1983 года — Генерал-губернатор и главнокомандующий в Королевстве Новая Зеландия (англ. Governor-general and Commander-in-Chief in and over the Realm of New Zealand);
- с 1 сентября 1987 года официальный статус получило наименование должности на языке маори Kāwana-Tianara o te Whenua o Aotearoa.